# Oswald de Andrade

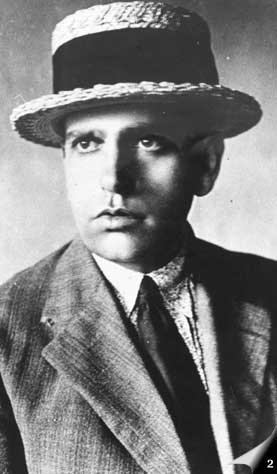
Oswald de Andrade, 1920.

Oswald de Andrade, född 11 januari 1890 i São Paulo, död 22 oktober 1954, var en brasiliansk författare och litteraturkritiker.

## Biografi
Född i en rik borgerlig familj använde Andrade sina pengar och kontakter för att stödja många modernistiska artister och projekt. Han sponsrade publiceringen av flera stora romaner under sin aktiva tid, producerade ett antal experimentella skådespel och stödde flera målare, såsom Tarsila do Amaral, med vilken han hade en lång affär, och Lasar Segall.
Andrade var en av grundarna till den brasilianska modernismen och    medlem av gruppen Five, tillsammans med Mário de Andrade, Anita Malfatti, Tarsila do Amaral och Menotti del Picchia. Han deltog i Semana de Arte Moderna (Vecka för Modern konst).